# طابع صحي
الطوابع الصحية، هي مجموعة طويلة الأمد من الطوابع الخيرية التي تصدرها نيوزيلندا، والتي تتضمن وارد الأعمال الخيرية بالإضافة إلى رسوم الخدمة البريدية. صدرت الطوابع الصحية سنوياً من عام 1929 إلى عام 2016.

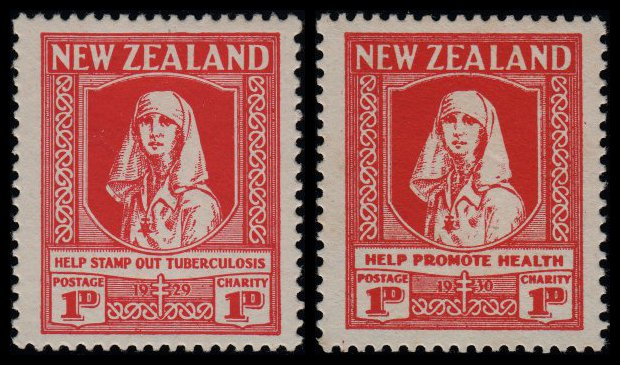
أول طوابع عيد الميلاد النيوزيلندية (طوابع الصحة) التي صدرت في عامي 1929 و1930، وكانت قيمتها بنس واحد من رسوم البريد بالإضافة إلى بنس واحد من الأعمال الخيرية

نشأت فكرة إصدار الطوابع الصحية في نيوزيلندا في أواخر عقد العشرينيات من القرن العشرين. ويرجع الفضل في البداية إلى طلب قدمهُ السيد إي نيلسن من نورسوود عام 1926، نيابة عن والدتهِ لجمع التبرعات الخاصة للمشاريع الصحية المستحقة. ولقد ظهرت الرسائل والمقالات التي تروج للفكرة في مقالات الصحف في السنوات اللاحقة، على الرغم من أن الاقتراح الرسمي لإصدار هذا الطابع يُنسب إلى سكرتير إدارة البريد، السيد ج. م. منامارا.
صُممت الطوابع على غرار طوابع عيد الميلاد النيوزيلندية، التي صدرت لأول مرة في الدنمارك عام 1904 ثم في بلدان أخرى. في حين كانت طوابع عيد الميلاد في البلدان الأخرى عبارة عن ملصقات خيرية يمكن لصقها على الظرف البريدي إلى جانب الطابع البريدي، أما طوابع نيوزيلندا فقد جمعت بين تصميم الطابع البريدي والخيري في ملصق واحد.
أُنشئت سلطة إصدار طوابع البريد الخيرية بموجب المادة 34 من قانون المالية لعام 1929، والتي تنص على ما يلي:
((يجوز لمدير عام البريد أن يصدر طوابع بريدية خاصة من فئة بنسين، وتكون هذه الطوابع متاحة فقط لدفع رسوم البريد على الطرود البريدية، وتعتبر لهذا الغرض بقيمة بنس واحد فقط)).
يستمر القانون في النص على استخدام الإيرادات الإضافية التي تجمع: للأغراض المتعلقة بالوقاية من الأمراض أو علاجها أو تعزيز الصحة العامة، على النحو الذي قد يوافق عليه وزير الصحة.

## إصدارات الطوابع الأولى
وافقت الحكومة على أول طابع لعيد الميلاد النيوزيلندي في أكتوبر 1929، وصدر في 11 ديسمبر من ذلك العام. وقد ظهر بيان لوزير الصحة آرثر ستالورثي في الصحف في ذلك اليوم معلنًا: ((اليوم نطلق حملة طوابع عيد الميلاد للقضاء على مرض السل)). ولقد اضاف تحديد المؤسسة الخيرية: ((يجب أن تكون المطالبة الأولى على الأموال التي جمعت من خلال وارد طوابع عيد الميلاد الافتتاحي هي حركة المخيمات الصحية للأطفال)).
على الرغم من أن قانون المالية لعام 1929 أعطى وزير الصحة سلطة اختيار الجمعيات الخيرية التي تدعمها الطوابع الخيرية، إلا أن فكرة دعم المخيمات الصحية تُنسب إلى الرئيس الدائم لوزارة الصحة الدكتور مايكل وات.
كانت المخيمات الصحية تُدار في نيوزيلندا منذ عام 1919، عندما أدارت الدكتورة إليزابيث غن مخيما للأطفال لمدة ثلاثة أسابيع في توراكينانير وانغانوي. وكانت هذه المخيمات توفر الإغاثة في العطلات للأطفال الذين يعانون من سوء تغذية ومشاكل جسدية بسيطة. وظلت المخيمات الصحية للأطفال تتلقى الأموال من وارد الطوابع الصحية النيوزيلندية منذ ذلك الوقت؛ وتدير مؤسسة نيوزيلندا لصحة الطفل والأسرة والتنمية مخيمات الأطفال السبعة في البلاد (تي بونا وايورا).
كان تصميم طابع عيد الميلاد لعام 1929 الذي يحمل صورة ممرضة ونقش عبارة "ساعدوا في القضاء على داء البربخ" من فئات الطوابع البريدية والخيرية. وفي عام 1930، أُعيد إصدار الطابع مع نقش "ساعد في تعزيز الصحة". ووفقًا لقانون المالية لعام 1929، بيع هذان الطابعان بمقدار سنتين، حيث بيع بسنت واحد لرسوم البريد والسنت آخر للأعمال الخيرية. ونسخ المصمم ل. س. ميتشل رسم صورة الممرضة من صورة فوتوغرافية قدمها لهُ فيليب نورتون كراير، المدير العام للبريد والتلغراف النيوزيلندي، وهي صورة لابنةِ أخيه، وهي ممرضة مسجلة تدعى نيلي ريبيكا بيرت، ولدت في 4 أكتوبر 1904 وتدربت كممرضة في مستشفى نابيير، وذلك لملاءمتها للصورة فقط. وصمم الإطار من قِبل موظفي مكتب الطباعة الحكومي. كان هذا أول تصميم طوابع لميتشل؛ واستمر كأحد أكثر الطوابع النيوزيلندية إنتاجًا حتى عقد السبعينيات من القرن العشرين.

## إصدارات فترة الكساد 1931
ربما يكون إصدار طوابع عام 1931 هو من أشهر إصدارات الطوابع الصحية المبكرة. وكتدبير من تدابير حقبة الكساد، ارتفعت أسعار البريد للبريد الخاص إلى بنسين (استمر ذلك في عام 1932)، وبالتالي كانت هناك حاجة إلى إصدار طابع ثانٍ. وبما أن قانون المالية لعام 1929 قد نص صراحةً على تحديد قيمة الطوابع الخيرية، فقد كان من الضروري إجراء تعديل على القانون للسماح بإصدار الطابع الثاني. وقد اضيف النص على ذلك في المادة 11 من قانون المالية (رقم 4) لعام 1931، الذي حذف القيم الصريحة، وسمح لمدير عام البريد بإصدار الطوابع "بالفئات التي يراها مناسبة".

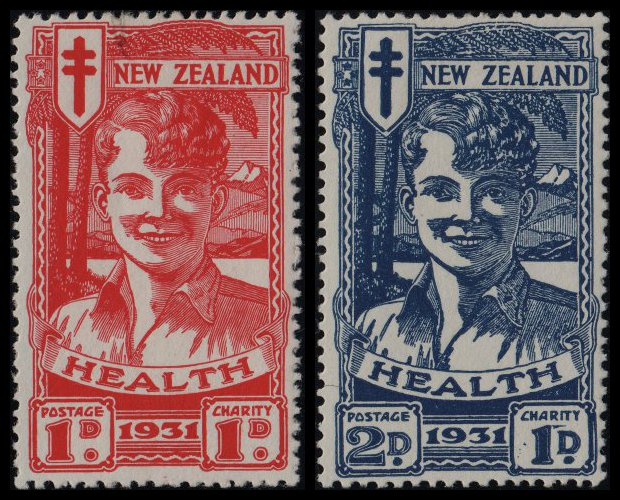
طوابع الفتى الأحمر والأزرق لعام 1931

في 31 أكتوبر 1931، صدر طابعين. وقد صممهما مرة أخرى ل. س. ميتشل، وعُرف هذان الطابعان باسم "الفتى الأحمر" (فئة 1د بريدي زائد 1د خيري) و"الفتى الأزرق" (فئة 2د بريدي زائد 1د خيري)، وعُرفوا مجتمعين باسم طوابع "الفتى المبتسم". وتضمنت هذه الطوابع نقش "الصحة" فوق فئتي الطوابع البريدية والخيرية. وتشير التقارير الصحفية إلى الطوابع باسم "طوابع الصحة". وقد لاقى التصميم انتقادات واسعة النطاق، حيث ورد في مقال في صحيفة إيفنينغ بوست (نقلًا عن مجلة الطوابع الأسترالية الشهرية) واصفًا التصميم بأنه "أسوأ طابع في العالم".
كان وارد مبيعات هذهِ الطوابع ضعيفة بسبب مصاعب الكساد الكبير. وهي اليوم تعتبر نادرة وثمينة للغاية من قبل هواة جمع الطوابع في نيوزيلندا.

## الإصدارات اللاحقة
صدر طابع صحي آخر في عام 1932، بقيمة قرش واحد للبريد بالإضافة إلى قرش واحد للصحة. أُسقط نقش كلمة "خيرية" تمامًا لصالح كلمة "الصحة"، اعترافًا بأن الطوابع كانت تدعم المخيمات الصحية. وقد استمر هذا النقش حتى يومنا هذا، وتعتبر الطوابع (بأثر رجعي إلى عام 1929) "طوابع صحية" من قبل هواة جمع الطوابع والبريد النيوزيلندي (المؤسسة التي خلفت إدارة مكتب البريد النيوزيلندي). نادرًا ما يُستخدم الآن مصطلح "طابع عيد الميلاد" فيما يتعلق بهذه الطوابع.
في الفترة من عام 1933 إلى 1938، صدر كل عام طابع بريد صحي واحد، وكان هذا الطابع البريدي يساوي قرشًا واحدًا من فئة البنسات البريدية، بالإضافة إلى قرش واحد من فئة الصحة. كان الطابع الصحي هو طابع البريد الوحيد غير المحدد الذي أصدره مكتب البريد النيوزيلندي لعدة سنوات. كان طابع عام 1933 هو أول طابع صممه جيمس بيري، وهو مصمم طوابع نيوزيلندي آخر غزير الإنتاج.
حلت المادة 9 من قانون الطوابع اللاصقة لعام 1939، محل البنود الواردة في قانوني المالية لعامي 1929 و1931، التي حصل بموجبها إصدار الطوابع الصحية، على الرغم من أن صلاحيات مدير عام البريد ووزير الصحة لم تتغير إلى حد كبير.
في عام 1939، صدر طابعين بريدين. طُبع هذان الطابعان في البداية على شكل طوابع (1/2د + 1/2د) و(1د+1د) ولكن بسبب التغييرات في أسعار البريد، طُبعت الفئات البريدية فوق الطوابع على أنها 1د و2د قبل الإصدار. تم إصدار قيمتين كل عام من عام 1939 حتى عام 1973، باستثناء أعوام 1955 و1956 و1969 و1971 حيث كانت هناك ثلاث قيم. ونظراً للقيود المفروضة في زمن الحرب، استُخدمت في عامي 1940 و1941 إصدارات مماثلة لعام 1939، وصدرت بألوان مختلفة (في كلا العامين) وطُبعت فوقها السنة (1941 فقط).
واعتبارًا من عام 1973، أصبحت ثلاث قيم هي القاعدة، وغالبًا ما كان يصدر طابعين من نفس القيمة بقيمة أقل من نفس القيمة كزوج من الطوابع، مع إصدار طابع ثالث بقيمة أعلى. وفي عام 1990، عاد الإصدار إلى قيمتين، ومنذ ذلك الوقت أصبح الإصدار في معظم السنوات بقيمتين أو ثلاث قيم (الاستثناءات كانت في عامي 2000 و2006، حيث صدر مجموعتين من ستة طوابع). وقد حمل إصدار عام 2009 المكون من ثلاثة طوابع صورًا من إصدارات سابقة للاحتفال بالذكرى الثمانين للطوابع الصحية النيوزيلندية.
منذ عام 1957، صدرت أوراق صحيفة مصغرة سنوياً من إصدارات الطوابع الصحية في نيوزيلندا. في البداية كانت هذه الأوراق تتكون من صحيفتين منفصلتين تحتوي كل منهما على ستة طوابع من نفس القيمة، ولكن منذ عقد السبعينيات من القرن العشرين صدرت صحيفة واحدة سنوياً تحتوي على مجموعة الطوابع بأكملها. وصدرت طوابع ذاتية اللصق بأقل قيمة في كل صحيفة طوابع سنوية في معظم السنوات منذ عام 1996، وغالباً ما تكون بتصميمات مختلفة عن إصدار الورقة المصمغة. ثم صدرت آخر أنواع الطوابع الصحية في عام 2016، وفي 27 يوليو 2017 أعلن البريد النيوزيلندي أنه لن يصدر المزيد من الطوابع الصحية بسبب انخفاض وارد المبيعات وحجم البريد.

## انواع طوابع قابلة للتحصيل
العديد من الطوابع الصحية النيوزيلندية لها أصناف بارزة يعرفها هواة جمع الطوابع. فقد صدرت مجموعة عام 1957 بمقاسين مختلفين من التثقيب، أحدهما من الأوراق المصغرة. وتتميز الطوابع من الورقة المصغرة لعام 1977 باختلافات طفيفة في التصميم، ولا سيما عدم وجود إطار أبيض حول التصميم.
وتتميز قيمة طابع الصحة لعام 1949 الذي تبلغ قيمته سنتان بعيب ملحوظ، وإن لم يكن نادرًا بشكل خاص، حيث صدرت بعض الطوابع بدون نقطة أسفل حرف "د" من القيمة. والأكثر ندرة هو التصميم غير الصحيح الذي استُخدم لطابع الـ40 سنتًا في عام 1996، والذي كان يظهر فيهِ طفل صغير يجلس في سيارة. وقد سحب هذا التصميم واستبدل بتصميم جديد بعد أن لوحظ أن الطفل كان مقيدًا بشكل غير صحيح.
وقد وجدت بعض النسخ من التصميم الأول طريقها إلى مكاتب البريد، سواء في شكل عادي أو ذاتي اللصق، وهذه الطوابع - المعروفة لهواة جمع الطوابع باسم طوابع "الدب الدمية" بسبب اللعبة اللينة البارزة في التصميم - هي الآن تعتبر من بين أندر الطوابع النيوزيلندية وأكثرها قابلية للتحصيل.